# Nadine Seiffert
Nadine Seiffert (* 14. Juni 1977 in Berlin) ist eine deutsche Schauspielerin.

## Biographie
1991 wurde Nadine Seiffert im Alter von 14 Jahren von einem Talentsucher für die Rolle der Verena Wolff – die Tochter der von Jürgen Heinrich gespielten Hauptfigur des Hauptkommissars Andreas Wolff in der Krimiserie Wolffs Revier – entdeckt und unter rund 200 Bewerberinnen ausgewählt. Die Fernsehserie wurde 1993 mit dem Grimme-Preis ausgezeichnet.
1995 spielte sie an der Seite von Michaela May in dem Sat.1-Zweiteiler Wozu denn Eltern die Rolle der Beatrice (Bea) Rabe.
Neben der Schauspielerei ging sie weiter zur Schule. Nach bestandenem Abitur entschied sie sich für das Studium für Gesellschafts- und Wirtschaftskommunikation an der Universität der Künste in ihrer Heimatstadt Berlin.
Im Sommer 2003 begann Nadine Seiffert als Theaterschauspielerin in dem Stück Blick zurück im Zorn von John Osborne. In der ersten Jahreshälfte 2005 stand sie in der Düsseldorfer Komödie an der Steinstraße in Der Raub der Sabinerinnen als Tochter Paula auf der Bühne.
Am 24. Mai 2006 endete nach 14 Jahren bei Wolffs Revier die Rolle der Verena Wolff mit der Ausstrahlung der letzten Folge. 2012 nahm sie die Rolle für den abschließenden Fernsehfilm Kampf im Revier wieder auf.

## Filmografie
- 1992–2006: Wolffs Revier (Fernsehserie)
- 1995: Wozu denn Eltern (2-tlg. Fernsehfilm)
- 1996: Faust: Kinder der Straße (Fernsehreihe)
- 1996: Ein Fall für Zwei (Fernsehserie)
- 1996: Praxis Bülowbogen (Fernsehserie, Folge 106 Auf der Kippe)
- 2000: Polizeiruf 110: Böse Wetter (Fernsehreihe)
- 2001: Küstenwache (Fernsehserie, 1 Folge)
- 2001: Im Namen des Gesetzes (Fernsehserie, Folge Mörderhand)
- 2002: In aller Freundschaft (Fernsehserie, 1 Folge)
- 2012: Wolffs Revier – Kampf im Revier (Fernsehfilm)